# İstanbul Teknik Üniversitesi B.K.
El İstanbul Teknik Üniversitesi Basketbol Takımı, conocido por motivos de patrocinio como Sigortam.Net İTÜ, es un club de baloncesto profesional de la ciudad de Estambul, que milita en la Basketbol Süper Ligi, máxima categoría del baloncesto turco. Disputa sus partidos en el Darüşşafaka Ayhan Şahenk Spor Salonu, con capacidad para 2500 espectadores.

## Posiciones en liga
| Temporada | Nivel | Liga | Pos. | J     | PL   | Resultado                 |
| --------- | ----- | ---- | ---- | ----- | ---- | ------------------------- |
| 2004-05   | 1     | TBL  | 12   | 8-18  |      |                           |
| 2005-06   | 1     | TBL  | 16   | 0-30  |      | Descenso                  |
| 2006-07   | 2     | TB2L | 7    |       |      |                           |
| 2007-08   | 2     | TB2L | 3    | 14-6  | 12-8 | 4º clasificado Final Four |
| 2008-09   | 2     | TB2L | 2    | 19-3  | 2-4  | 4º clasificado Final Four |
| 2009-10   | 2     | TB2L | 4    | 13-9  | 0-2  | Octavos de final          |
| 2010-11   | 2     | TB2L | 12   | 3-19  |      | Descenso                  |
| 2011-12   | 3     | TB3L | 1    | 10-0  |      |                           |
| 2012-13   | 3     | TB3L | 1    | 9-1   | 3-2  | Ascenso finalista         |
| 2013-14   | 2     | TB2L | 11   | 16-18 |      |                           |
| 2014-15   | 2     | TB2L | 17   | 9-25  |      | Descenso                  |
| 2015-16   | 3     | TB3L | 12   | 1-21  |      | Descenso                  |
| 2016-17   | 4     | EBBL | 1    | 4-1   |      | Ascensocampeón            |
| 2017-18   | 2     | TB2L | 10   |       |      |                           |
| 2018-19   | 2     | TB2L | 6    |       |      | Ascenso                   |

- fuente:«eurobasket.com». basketball.eurobasket.com.

## Palmarés
Liga de Turquía
- Campeón (5): 1968, 1970, 1971, 1972, 1973

Copa de Turquía
- Campeón (2): 1969, 1971